# Craig Mackail-Smith
Craig Anthony Robert Mackail-Smith  (* 25. Februar 1984 in Watford) ist ein schottischer Fußballspieler, der seit 2015 beim englischen Viertligisten Luton Town unter Vertrag steht. Von 2011 bis 2012 spielte er zudem für die schottische Nationalmannschaft.

## Spielerkarriere

### Peterborough United (2007–2011)
Am 29. Januar 2007 wechselte Craig Mackail-Smith zum Viertligisten Peterborough United, nachdem er zuvor beim englischen Fünftligisten Dagenham & Redbridge seine Torjägerqualitäten unter Beweis gestellt hatte. In der Football League Two 2007/08 stieg Mackail-Smith (36 Spiele/12 Tore) mit seiner neuen Mannschaft in die dritte Liga auf. Auch in der Football League One 2008/09 fand sich der Aufsteiger gut zurecht und schaffte als Vizemeister hinter Leicester City den direkten Durchmarsch in die zweite Liga. Craig Mackail-Smith erzielte dreiundzwanzig Ligatreffer und war damit bester Torschütze seiner Mannschaft. Die Saison in der Football League Championship 2009/10 erwies sich als deutlich anspruchsvoller. Peterborough gewann nur acht der sechsundvierzig Ligaspiele und stieg als Tabellenletzter in die dritte Liga ab. Die Rückkehr in die Football League One 2010/11 war jedoch nicht von Dauer, das Team um den Torschützenkönig Mackail-Smith (45 Spiele/27 Tore) zog als Vierter in die Play-offs ein und setzte sich im Finale mit 3:0 gegen Huddersfield Town durch. Nach Ablauf der Saison wurde er ins PFA Team of the Year der dritten Liga gewählt.

### Brighton & Hove Albion (2011–2015)
Am 4. Juli 2011 wechselte Craig Mackail-Smith zu Brighton & Hove Albion und unterzeichnete einen Vierjahresvertrag. Der Verein war zuvor gemeinsam mit Peterborough in die zweitklassige Football League Championship aufgestiegen. Während seiner Zeit in Brighton wurde er im Jahr 2014 an seinen vorherigen Verein Peterborough United verliehen. Nach ablaufen seines Vertrages wechselte er zum Viertligisten Luton Town.

### Schottische Nationalmannschaft (2011–2012)
Craig Mackail-Smith debütierte am 27. März 2011 bei einer 0:2-Niederlage gegen Brasilien für die schottische Nationalmannschaft. Sein erster Treffer gelang ihm in seinem dritten Länderspiel bei einem 1:0-Erfolg in Liechtenstein.

## Titel und Erfolge
- Torschützenkönig der Football League One 2010/11
- Spieler des Jahres der Football League One 2010/11[5]